# Glina (Słowenia)
Glina – wieś w Słowenii, w gminie Bloke. W 2018 roku liczyła 36 mieszkańców.